# María Delgado Romero
María Delgado Romero, född 1900, död 1990, var en peruansk feminist. 
Hon engagerade sig i kampanjen för rösträtt för kvinnor.  
Hon var gift med Manuel Odría, Perus president 1948-1956.